# Forças Armadas do Norte
Forças Armadas do Norte (em francês:  Forces armées du Nord, FAN) foi um exército rebelde chadiano ativo durante a Guerra Civil Chadiana. Composto por unidades da FROLINAT que permaneceram leais a Hissène Habré depois da ruptura de Goukouni Oueddei e do Conselho de Comando das Forças Armadas do Norte (CCFAN) em 1976. Consistindo no início de apenas algumas centenas de combatentes tubus, as Forças Armadas do Norte iniciaram suas operações a partir de bases no leste do Chade, onde recebiam ajuda do Sudão. Expulsos  de seu reduto em N'Djamena  após a incursão líbia de 1980, as Forças Armadas do Norte obtiveram uma série de vitórias sobre as forças do Governo de União Nacional de Transição (GUNT) de Goukouni em 1982, que culminou com a recaptura de N'Djamena e a ascensão Habré a presidência. As Forças Armadas do Norte tornariam-se o núcleo do novo exército nacional, as Forças Armadas Nacionais do Chade (FANT), em janeiro de 1983.